# Mesembryanthemum expansum
Mesembryanthemum expansum är en isörtsväxtart som beskrevs av Carl von Linné. Mesembryanthemum expansum ingår i Isörtssläktet som ingår i familjen isörtsväxter. Inga underarter finns listade i Catalogue of Life.